# جورج يوري رايت
جورج يوري رايت (الروسية: Джордж Юрий Райт) (و. 1972  م) هو عالم حاسوب، وكاتب، وشاعر من روسيا، والولايات المتحدة، ولد في موسكو.

## التعليم
تعلم في الجامعة الوطنية للبحوث النووية.